# Leucania impudens
Leucania impudens là một loài bướm đêm trong họ Noctuidae.